# Christoph Goldt
Christoph Goldt (* 15. März 1966 in Recklinghausen) ist ein deutscher Historiker und Journalist. Er ist im Bistum Augsburg tätig, dessen Pressesprecher er von 1999 bis 2009 war.

## Leben
Christoph Goldt studierte ab 1985 an der Westfälischen Wilhelms-Universität in Münster die Fächer Politikwissenschaft, Katholische Theologie, Neuere Geschichte, Mittelalterliche Geschichte und Alte Geschichte. Nach dem Examen als Magister Artium 1991 war er von 1992 bis 1996 Mitarbeiter bei historisch-politikwissenschaftlichen Forschungsprojekten der Fernuniversität Hagen, woraus eine Reihe von Studienschriften resultierten. Im Wintersemester 1994/95 wurde er an der Universität Münster mit einer von Manfred Botzenhart betreuten Dissertation über das Thema Parlamentarismus im Königreich Sachsen. Zur Geschichte des Sächsischen Landtages 1871–1918 zum Dr. phil. promoviert. Mit dieser Studie wurde erstmals der Parlamentarismus in Sachsen zur Zeit des Deutschen Kaiserreichs untersucht. Goldt analysierte darin nicht nur die Wahlen selbst, sondern auch die Wahlrechtsgeschichte sowie die Struktur und Politik des Landtags. Allerdings werden die Methodik und die Ergebnisse der Arbeit von der sächsischen Landesgeschichtsforschung kritisiert. Wolfgang Schröder spricht sogar von einer „forschungsmäßig blamablen Dissertation“. Dagegen fällt das Urteil von Josef Matzerath etwas wohlwollender aus, wenn er konstatiert, dass „die Studie [eine höhere Tiefenschärfe] aber leider nur selten [erreicht]“, und zugleich die Frage aufwirft, „ob nicht trotz des Quellenmangels auch eine intensivere Durchdringung des Materials durch den Autor möglich gewesen wäre“.
Christoph Goldt wechselte dann zum Journalismus und absolvierte 1997 bis 1999 ein Volontariat bei der Ibbenbürener Volkszeitung in Ibbenbüren und den Ruhr-Nachrichten in Dortmund. In dieser Zeit wirkte er an den historischen Abschnitten des Buches Umbruch 2000. Daten, Fakten, Zahlen, das die Geschichte der Ibbenbürener Vereinsdruckerei (IVD) und der Ibbenbürener Volkszeitung (IVZ) behandelt, mit und verfasste die umfangreiche Studie „Woher rührt dieses seltene Verhältnis?“ St. Modestus in Dörenthe – Wurzeln, Tradition und Entwicklung der katholischen Gemeinde seit der Reformation (beide 1999).
Von November 1999 bis Dezember 2009 war Christoph Goldt Leiter der Bischöflichen Pressestelle im Bistum Augsburg. Als Pressesprecher der Diözese und des Bischofs Dr. Walter Mixa, der mit seinen Äußerungen häufig bundesweit für Schlagzeilen sorgte, ist Goldt weit über die Bistumsgrenzen hinaus bekannt geworden. Offiziell im Januar 2010 wechselte er auf eigenen Wunsch auf die Position des Öffentlichkeitsreferenten der „Aktion Hoffnung – Hilfe für die Mission GmbH“, einem Hilfswerk des Bistums Augsburg, das sich mit Projekten der Entwicklungszusammenarbeit in Staaten Lateinamerikas, Afrikas, Asiens und Osteuropas befasst. Ab dem 1. Oktober 2011 war Goldt Leiter der Pressestelle des Internationalen Katholischen Missionswerkes missio Bayern in München, das zu den Päpstlichen Missionswerken zählt. Schließlich kehrte er 2016 als Bildungsreferent ins Bistum Augsburg zurück und ist seit 2017 stellvertretender Leiter der Abteilung Kirchliche Bildungsarbeit/Katholische Erwachsenenbildung des Bistums.
Goldt hat verschiedene Publikationen zur Politik-, Wirtschafts- und Kirchengeschichte vorgelegt. In Mission Frieden. Christliche Offensive für eine neue Weltordnung (2004) analysiert er die Verlautbarungen und Friedensinitiativen der Päpste bis hin zu Johannes Paul II. und leitet daraus Prinzipien einer christlich inspirierten „Weltinnenpolitik“ im Zeitalter von Globalisierung und weltweiter Gewalt ab. Die Studie stieß sowohl im Vatikan als auch bei den Vereinten Nationen auf großes Interesse. Nachfolgend publizierte er weitere Fachaufsätze zu Fragen der Internationalen Politik des Heiligen Stuhls. Goldt ist Mitglied im Verband der Historiker und Historikerinnen Deutschlands.
Christoph Goldt ist verheiratet und Vater von drei Kindern. Er lebt mit seiner Familie in Kissing. Dort war er bei den Kommunalwahlen 2014 einer der Kandidaten der CSU.

## Schriften (Auswahl)
- Parlamentarismus im Königreich Sachsen. Zur Geschichte des Sächsischen Landtages 1871–1918, Dissertation (1995), als Buch: Reihe Geschichte (Band 8), Münster 1996, ISBN 3-8258-2606-6.
- Strukturen des wirtschaftlichen Lebens in Telgte von 1815 bis 1918. In: Geschichte der Stadt Telgte. Hrsgg. im Auftrag der Stadt Telgte von Werner Frese. Münster 1999, S. 381–396.
- Die Freie Deutsche Jugend: Ihre Rolle als Massenorganisation im politischen System der Deutschen Demokratischen Republik. In der Reihe: DDR – Studien zur Geschichte eines untergegangenen Staates, Kurseinheit 4 unter Mitarbeit von Patrica Drewes, FernUniversität Hagen, Hagen 1999.
- als Mitverfasser: Umbruch 2000. Daten, Fakten, Zahlen, Ibbenbüren 1999, ISBN 3-932959-06-X.
- „Woher rührt dieses seltene Verhältnis?“ St. Modestus in Dörenthe – Wurzeln, Tradition und Entwicklung der katholischen Gemeinde seit der Reformation, Ibbenbüren 1999, ISBN 3-932959-05-1.
- als Herausgeber: 850 Jahre Welbergen. Portrait eines Dorfes im Münsterland, Haltern 2001, ISBN 3-925094-77-6.
- Selig- und Heilig-Sprechungs-Verfahren. Regens Johann Evangelist Wagner, 1807–1886, Kirche kurz und bündig (Band 1), Augsburg 2003
- Mission Frieden. Christliche Offensive für eine neue Weltordnung, Augsburg 2004, ISBN 3-936484-08-2.
- Die Diözese. Geschichte, Strukturen, Ämter, Kirche kurz und bündig (Band 2), Augsburg 2005